# Споменик културе
Споменик културе је непокретно културно добро које сведочи о људској историји, развоју и култури одређеног подручја или епохе, и за чије очување постоји утврђен јавни интерес. У правном систему Републике Србије, споменик културе је једна од четири врсте непокретних културних добара, поред просторно културно-историјских целина, археолошких налазишта и знаменитих места.

## Дефиниција и правни оквир у Србији
Према Закону о културним добрима Републике Србије, споменик културе је дефинисан као: "грађевинско-архитектонски објекат од посебног културног или историјског значаја, као и његова грађевинска парцела; споменик подигнут лицима или догађајима од историјског или културног значаја; архитектонски објекат народног градитељства; објекат, као и дело ликовне и примењене уметности које је трајно везано за објекат или простор (нпр. фреске, мозаици, камена пластика, витражи)".
Споменик културе је, дакле, сведочанство прошлих времена и својим изгледом, структуром и садржајем пружа податке о времену свог настанка, начину живота, уметничким стремљењима и историјским околностима. Да би неки објекат или целина добио статус споменика културе, морају се утврдити његове споменичке вредности.

### Категоризација споменика културе
У Србији, споменици културе се према свом значају категоришу у три групе:
- Споменици културе од изузетног значаја: Највреднија непокретна културна добра која имају посебан значај за историју, културу и идентитет Србије и шире.
- Споменици културе од великог значаја: Непокретна културна добра која имају велики значај за одређени регион или област, или за специфичне аспекте културне баштине.
- Заштићени споменици културе (или евидентирана културна добра која уживају претходну заштиту): Објекти који поседују споменичка својства, али нису категорисани у претходне две групе.

## Врсте споменика културе (према Закону)
Закон о културним добрима прецизно дефинише шта се сматра спомеником културе:
- Грађевинско-архитектонски објекти: Ово укључује појединачне зграде (нпр. цркве, манастири, јавне зграде, стамбене куће) или њихове делове који имају посебан културни или историјски значај. У ову категорију спада и стваралаштво баштенске уметности (нпр. историјски паркови и вртови).
- Споменици и скулптурална дела у јавном простору: Споменици подигнути у част значајних личности или догађаја, као и друга скулптурална дела која су део јавног простора и имају уметничку или историјску вредност.
- Објекти народног градитељства: Примери традиционалне сеоске или градске архитектуре који сведоче о начину живота и градитељским вештинама прошлих времена (нпр. старе куће, воденице, амбари).
- Дела ликовне и примењене уметности трајно везана за објекат: Фреске, мозаици, камена пластика, витражи, штуко декорација и други уметнички елементи који су саставни део неког архитектонског објекта.
- Археолошка налазишта и предмети пронађени у земљи (покретни налази) третирају се као посебна врста културних добара, иако неки објекти откривени археолошким истраживањима могу бити проглашени и за споменике културе (нпр. остаци античких грађевина). Покретни предмети (нпр. керамика, кованице, накит) обично се чувају у музејима.

Иако Закон о културним добрима дефинише и просторно културно-историјске целине као посебну врсту непокретног културног добра, понекад се и оне у ширем смислу могу сматрати комплекснијим споменицима културе.

## Процес утврђивања и заштите
Да би неки објекат или целина добио статус споменика културе, потребно је да надлежна установа заштите (Републички завод или регионални/градски завод) изврши валоризацију и утврди његова споменичка својства. Процес укључује:
1. Евидентирање и документацију.
2. Истраживање историјских, уметничких, архитектонских и других вредности.
3. Доношење одлуке о утврђивању за споменик културе од стране надлежног органа (Владе Републике Србије за добра од изузетног и великог значаја, или локалне самоуправе).
4. Упис у Централни регистар непокретних културних добара.

Заштита споменика културе обухвата низ мера које имају за циљ очување њихове аутентичности и интегритета, као што су конзерваторско-рестаураторски радови, редовно одржавање, спречавање нелегалне градње или измена, као и промоција и презентација.

## Установе надлежне за заштиту
Кључна установа за заштиту споменика културе у Србији је Републички завод за заштиту споменика културе - Београд. Поред њега, постоји мрежа регионалних, градских и међуопштинских завода који су надлежни за заштиту културних добара на својој територији (нпр. Завод за заштиту споменика културе града Београда, Завод за заштиту споменика културе Крагујевац, Ниш, Краљево, Суботица, итд.).

## Значај
Споменици културе су од непроцењивог значаја за разумевање прошлости, очување културног идентитета и развој културног туризма. Они представљају део националне и светске баштине и сведочанство о континуитету живота и стваралаштва на одређеном простору. Њихова заштита је обавеза друштва према садашњим и будућим генерацијама.

## Примери споменика културе у Србији
Србија има велики број споменика културе различитих врста и из различитих периода. Неки од најпознатијих су:
- Манастир Студеница
- Београдска тврђава
- Гамзиград-Ромулијана
- Стари Рас са Сопоћанима
- Смедеревска тврђава
- Конак кнегиње Љубице
- Спомен-парк "Крагујевачки октобар" у Шумарицама (као знаменито место)